# Fyrsken
Fyrsken är en diktsamling av Josef Kjellgren utgiven 1931. Boken var Kjellgrens första diktsamling. Den innehåller modernistiska dikter som med framtidstro hyllar arbetets glädje och gemenskap och lovsjunger maskiner.
| ”                                     | Må vardagen bli en kär klenod för oss alla, gömmande glädje och lycka, en klenod som ständigt är värd att eftersträvas. ... Kom in till oss där vi står i de sotiga smedjorna. Giv oss timmar, skänk oss dagar, hopa dem runt omkring oss. Vi skall gripa dem en för en, varje minut skall vi lägga upp på smidesstädet framför oss. Med våra släggor skall vi hamra ut dem till kostbara ting, klenoder som en gång skall smycka Framtidens ansikte. | „ |
| – ur Må vardagen bli en kär klenod... | |   |